# Diego Ortiz

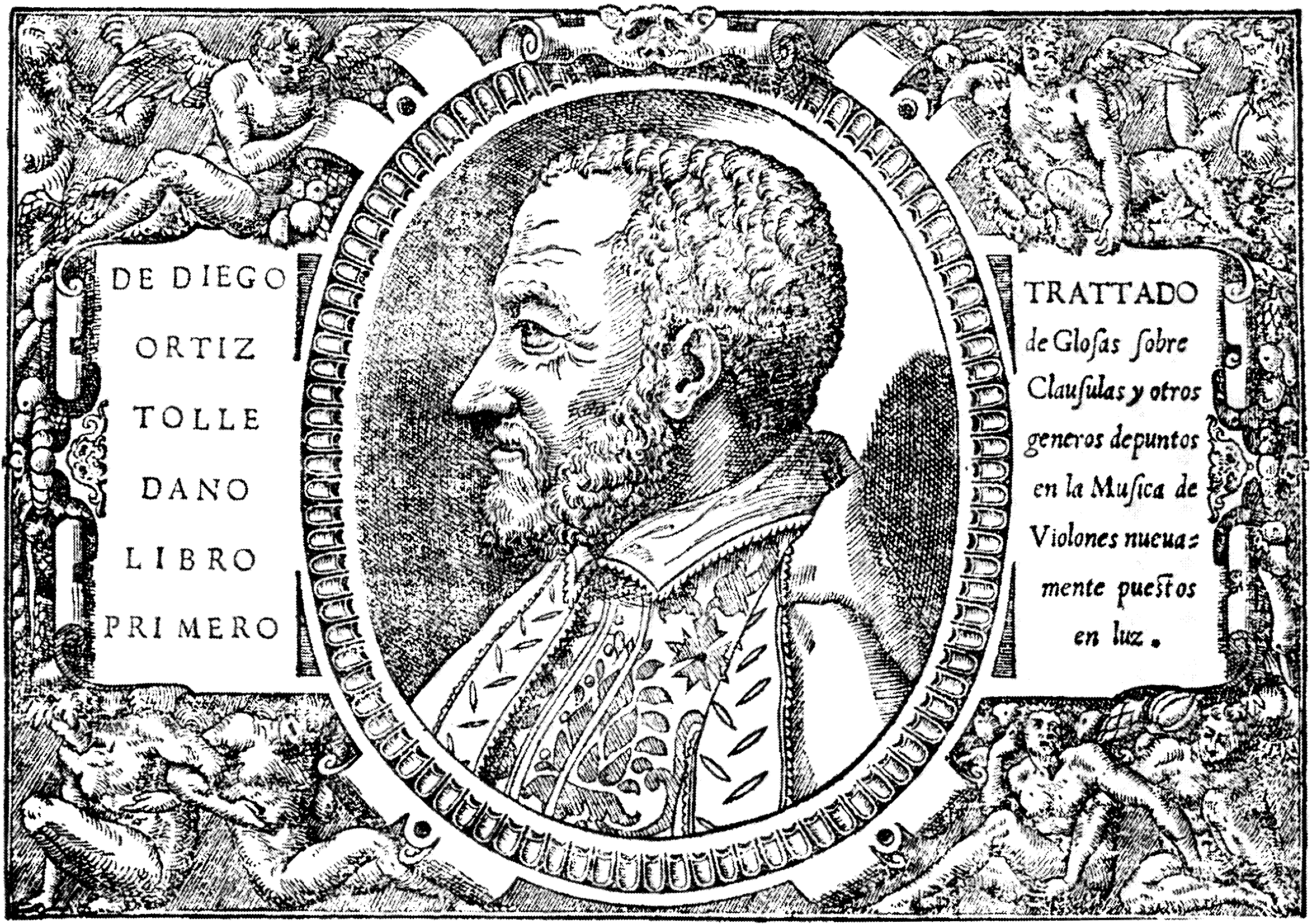
Retrato de Diego Ortiz na página de rosto de seu Trattado de Glosas (1553)

Diego Ortiz (c. 1510 – c. 1576)  foi um músico e teórico espanhol que desempenhou um papel destacado como compositor ao serviço do vice-rei de Nápoles, durante os reinados dos monarcas espanhóis Carlos V e Filipe II.Notável por ser o autor do primeiro manual de ornamento  destinado a instrumentos de corda com arco, além de ter compilado uma extensa coleção de composições vocais sacras.
 

## Biografia
Pouco se conhece acerca da vida de Ortiz, sendo suposto que tenha nascido em Toledo e, possivelmente, tenha falecido em Roma, onde os registros sobre sua trajetória se tornam escassos.

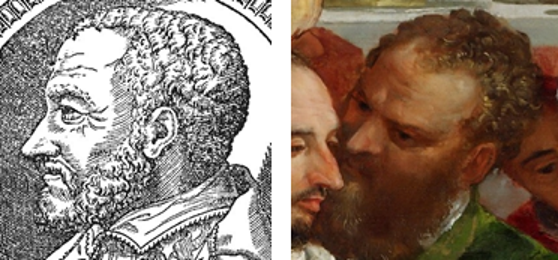
Retratos de Diego Ortiz do Trattado de Glossas (à esquerda) e de "As Bodas de Caná" de Veronese, segundo viola-gambista desconhecido (à direita)

Em 1553, Diego Ortiz residia no vice-reinado de Nápoles. Cinco anos mais tarde, o terceiro duque de Alba, Fernando Álvarez de Toledo, o designou como maestro di cappella da Capela Real de Nápoles. Em 1565, Ortiz ainda ocupava esse cargo durante o governo do vice-rei Pedro Afán de Ribera, duque de Alcalá. Uma pesquisa recente sugere que Diego Ortiz poderia ter servido como modelo para um personagem significativo na renomada obra de Paolo Caliari Veronese, "As Bodas de Caná". A base para essa especulação inclui o conjunto instrumental representado pelo pintor, a data de publicação da obra "Musices liber primus" de Ortiz em Veneza, as repetidas confusões e atribuições equivocadas na literatura até o presente momento, além da notável semelhança entre o personagem pintado e o único retrato gravado conhecido do músico.
Recentes descobertas revelam que, após seu serviço como Maestro di Cappella na Corte Napolitana Espanhola, Diego Ortiz foi identificado como "famigliare" na Corte de Colonna em Roma, mantendo essa posição pelo menos de abril de 1572 a setembro de 1576. 

## Trabalhos
Diego Ortiz publicou dois tradodos de música.: Trattado de Glosas em 1553 e Musices liber primus em 1565.

### Trattado de Glossas
O "Trattado de Glosas" (ou "Tratado de Glosas" na ortografia moderna) é reconhecido como uma obra-prima na literatura dedicada à viola da gamba. Essa obra foi publicada em 10 de dezembro de 1553, em Roma, sob o título espanhol "Trattado de glossas sobre clausulas y otros generos de puntos en la musica de violones nuevamente puestos en luz". Simultaneamente, uma edição italiana foi publicada com o título "Glose sopra le cadenze et altre sorte de punti in la musica del violone". A presença de hispanismos na edição italiana sugere que Ortiz mesmo pode ter realizado essa versão. 

### Musices liber primus
Diego Ortiz publicou uma coleção de música religiosa polifônica em 1565, em Veneza. Intitulado "Musices liber primus hymnos, Magnificas, Salves, motecta, psalmos", este compêndio abrange sessenta e nove composições destinadas a serem executadas por quatro a sete vozes, todas baseadas em cantochão. As peças apresentam um estilo conservador para a época, alinhando-se ao gosto do dedicado patrono de Ortiz, Pedro Afán de Rivera, duque de Alcalá, e vice-rei espanhol em Nápoles. No prefácio dessa publicação, Ortiz encoraja os intérpretes a acompanhar essas obras sacras polifônicas com instrumentos, uma prática então popular na Espanha. Ele também promete a futura publicação de um livro de missas, no entanto, essa obra nunca chegou a ser lançada. 